# Dumanoir
Els Dumanoir o Du Manoir eren una nissaga de músics francesos del segle xvii, que per privilegi reial ocupaven el càrrec de cap de la Ménestrandise, el gremi des joglars, anomenats en francès roi de violons ou roi des ménestriers.
El gremi obligava tots els músics, inclús els organistes, a prendre el títol de mestre de ball, i en tal concepte exigien que els paguessin un tribut. El càrrec de roi des ménestriers remunta al segle xiv i va ser abolit el 1773. Com molts gremis medievals, amb el temps va decaure, més capficat en privilegis i tributs que la promoció de l'art. La majoria del «reis dels joglars» són més celebres pels mants plets que van instruir davant els tribunals que no pas pel seu art.
Mateu és el primer músic de la nissaga del qual se'n té notícia. El 1640 era violinista de la cambra del rei. El seu fill o nebot Claudi també fou violinista del gabinet reial. El succeí Guillaume, fill de Mateu, en el càrrec de roi des violons el 1659. Aquest fou el que es prengué més a la valenta les ridícules atribucions del càrrec. Va escriure a l'efecte un opuscle titulat: Le mariage de la musique avec la dance, el 1664, del qual ningú en va fer cas. Al prefaci d'una reedició del 1870, Jules Gallay en diu: «És una de les polèmiques tant freqüents del segle xvii. Un manifest al qual en aparença es discuteix la superioritat d'un art, quan, de fet, s'hi discuteixen només privilegis obsolets.»
Va interposar molts plets per assolir les seves pretensions, encara que sense cap o gaire resultat. Guillaume, fill de l'anterior, anomenat també Dumanoir segon, fou l'últim roi des violons de la nissaga. Va renunciar per acta notarial al càrrec, que llavors restà definitivament abolit, i així aquella ridícul sobirania va desaparèixer.